# Рам'я Крішнан
Рам'я Крішнан, також відома як Рамая Крішна (там. ரம்யா கிருஷ்ணன், тел. రమ్యకృష్ణ, англ. Ramya Krishnan; нар. 15 вересня 1968, Ченнаї, Тамілнад, Індія) — індійська кіноакторка. Вона зіграла у більш ніж 200-ті фільмах. Знімається переважно у Толлівуді та Коллівуді, а також у фільмах мовами малаялам, каннада та гінді.

## Життєпис
Рам'я Крішнан народилася 15 вересня 1968 року в родині тамільських Айєра, касті брамінів. Вона вивчала танці бгаратнатьям та кучипуді. Рам'я Крішнан є племінницею відомого тамільського комедіанта Чо Ромасвамі.
Розпочала свою акторську кар'єру у віці 13 років. Спочатку Рам'я Крішнан зіграла роль у «Vellai Manasu», фільмі, поставленому тамільським режисером Ю. Джі. Магендра. Рам'я Крішнан началася у 9-му класі, коли знялася в цьому фільмі. Першим фільмом на телугу був «Bhalae Mithrulu». Популярність до Рам'ї Крішнан прийшла після виходу «Початківці» («Sutradharulu») режисера Касинатуні Вішваната, який вийшов у 1989 році.

## Особисте життя
12 червня 2003 року вийшла заміж за відомого індійського кінорежисера Крішна Вамсі. У лютому 2005 вона народила сина, якого назвали Рітвік.

## Вибрана фільмографія
| Рік  |   | Українська назва      | Оригінальна назва           | Роль                              |
| ---- | - | --------------------- | --------------------------- | --------------------------------- |
| 1987 | ф | Колісниця кохання     | Pushpaka Vimana / ಪುಷ್ಪಕ ವಿಮಾನ  | Мадгубала (каннада)               |
| 1988 | ф | На око                | Orkkappurathu               | Шеріна (малаялам)                 |
| 1996 | ф | Пан із Банарасі       | Banarasi Babu / बनारसी बाबू     | Мадгубала (гінді)                 |
| 1996 | ф | Палке кохання         | Chaahat / चाहत               | Решма Наранґ (гінді)              |
| 1997 | ф | Залізний              | Loha / लोहा                   | Карішма (гінді)                   |
| 2015 | ф | Сім'я та політика     | Aambala                     | Перія Понну(тамілі)               |
| 2015 | ф | Багубалі: Початок     | Baahubali: The Beginning    | королева Шіваґамі (тамілі/телуґу) |
| 2016 | ф | Молода чарівна людина | Soggade Chinni Nayana       | Сатьябгама (телуґу)               |
| 2017 | ф | Багубалі: Завершення  | Baahubali 2: The Conclusion | королева Шіваґамі (тамілі/телуґу) |
| 2017 | ф | Вітаю                 | Hello                       | Сарожіні (телуґу)                 |